# Райналд I (Невер)
Райналд I (на френски: Renaud I de Nevers; * ок. 1000, † 29 май 1040 при Сенеле, Йон, Франция) от род Дом Монсо (Дом Невер), е граф на Невер (1028 – 1040) и граф на Оксер (1031 – 1040).

## Биография
Той е третият син на граф Ландри IV (970 – 1028) и съпругата му Матилда дьо Монсо Бургундска (975 – 1005), дъщеря на Ото Вилхелм граф на Бургундия, която получава от баща си за зестра Графство Невер. По-големият му брат Бодон (997 – 1023) става граф на Вандом.
Райналд I се жени на 25 януари 1016 г. за принцеса Хедвига (Адвиса) Френска (* 1003; † 5 юни 1063), най-възрастната дъщеря на френския крал Робер II Благочестиви и съпругата му Констанца Арлска. Принцесата донася в брака си Графството Оксер. През 1028 г. Райналд I наследява баща си в Невер.
Той е убит в битката при Сен-Верту на 29 май 1040 г. против херцог Роберт I от Бургундия. Погребан е в катедралата на абатство Сен-Жермен в Оксер.

## Деца
Райналд I и съпругата му Хедвига (Адвиса) Френска имат пет деца:
- Вилхелм I (Гильом I) (1029 – 1098), наследява баща си 1040 като граф на Невер и Оксер, 1065 граф на Тонер, ∞ ок. 1039 графиня Ерменгарда дьо Тонер († пр. 1090), дъщеря на граф Раинард I
- Хенри дьо Невер († 1067)
- Ги († 1084), сеньор дьо Нуатр, 1081 духовник
- Роберт I „Бургундец“ (1023 – 1098 в I кръстоносен поход), сл. 1053 – 1067 господар на Краон, 1068 господар на Саблé
- Аделаида, омъжена за Жофруа II († 1070/80), господар на Семюр ан Брионе